# Jorge Cañete

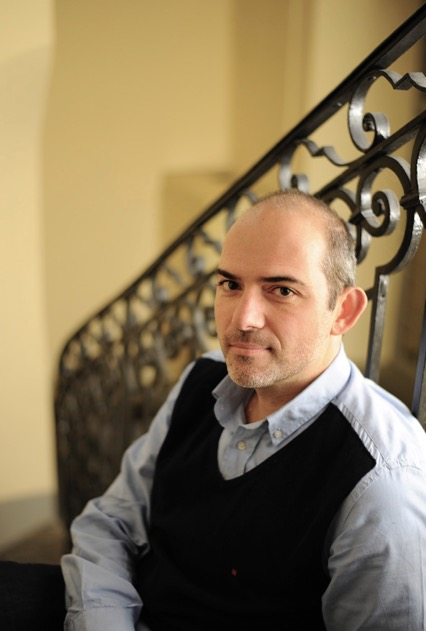

Jorge Cañete es un diseñador de interiores de nacionalidad suiza, nacido en Ginebra, pero de origen español. Ha recibido entre otros premios el de Diseñador de Interior del Año en 2014.

## Biografía
Jorge Cañete trabajó para las marcas de moda Emanuel Ungaro y Bvlgari y dirigió los perfumes Thierry Mugler y Azzaro. Su amor por el diseño le llevó a estudiar tardíamente diseño de interiores. Graduado en “Diseño de Interiores” por la London Metropolitan University, realizó varios proyectos para estudios de arquitectura de Roma y Ginebra. En 2006,  fundó su propio estudio en Ginebra, Interior Design Philosophy. Ha trabajado en Ginebra y en St-Légier antes de dedicarse al Chateau de Saint-Saphorin-sur-Morges, en el lado suizo de Vaud, en 2013.

## Trayectoria
Su estudio de interiorismo trabaja en todo el mundo, tanto en casas particulares como en instituciones públicas o privadas, museos, tiendas o incluso en acontecimientos, como galas inaugurales o festivales. Jorge Cañete ha comisariado varias exposiciones, entre ellas:
- «Traits», para Isa Barbier (2012).
- «Le Château Enchanté», exposición para Marie Ducaté (2013).
- «Exposición de los Territorios », para Claire Brewster (2014).

## Premios internacionales
Jorge Cañete fue seleccionado por Andrew Martin, creador del mundial de diseño de interior, en su sexta cita. Cada año, Andrew Martin selecciona para su revista “Diseño de Interior”, los diseñadores más significativos del momento. En 2014, Jorge Cañete y su estudio de Filosofía de Diseño de Interior fue elegido como el ganador del premio Internacional Interior Design 2014. El jurado estaba compuesto por Anouska Hempel, Yasmin Parvaneh, Jo Malone, Twiggy, Sarah, la duquesa de York y Tim Rice. Con anterioridad, el premio Andrew Martin fue otorgado a diseñadores de interior como Kelly Hoppen (1996 - Reino Unido), Caja Kemp (2008 - Reino Unido), Axel Verwoordt (2009 - Bélgica), Martyn Lawrence Bullard  (2010 - EE. UU.) y Rabih Hage (2011 - Líbano).
En 2012,  recibió de la Asociación de Diseño de Interior Internacional (IIDA) el Premio de Excelencia Global Archivado el 30 de octubre de 2014 en Wayback Machine. por un proyecto residencial. En 2013, Jorge Cañete recibió el premio al Mejor diseño de Interiores, por la revista Boyawards. También ha sido dos veces finalista del SBID Premios de Excelencia de Diseño (2013–2014).
Jorge Cañete es miembro de la Asociación de Diseño de Interior Internacional (IIDA) desde 2008.

## Medios de comunicación
El trabajo de Jorge Cañete  y su estudio de Filosofía de Diseño de Interior ha aparecido en numerosas publicaciones y revistas de Suiza y otras partes del mundo.
En 2012 y 2013,  publicó varios artículos en colaboración sobre interiorismo. Asimismo colabora con Athenæum, escuela de Arquitectura y Diseño de Renens y Lausana.